# 普羅斯佩克特普萊恩斯 (新澤西州)
普羅斯佩克特普萊恩斯（英語：Prospect Plains）是位於美國新澤西州米德爾塞克斯縣的非建制地區。

## 歷史
普羅斯佩克特普萊恩斯的郵局於1859年設立，其後於1956年停運。

## 地理
普羅斯佩克特普萊恩斯所處的海拔為高於海平面39米（即128英呎），而該地所採用的時區為UTC-5，即北美东部时区（EST）。同時該地設有夏令時間，為UTC-5調快一小時，即UTC-4（EDT）。